# 库兹瓦克人口普查区
库兹瓦克人口普查区（英語：Kusilvak Census Area）是美國阿拉斯加州西南部的人口普查區。面積50,943平方公里。根據美國2000年人口普查，共有人口7,028人。由於無建制，故無治所。
本區形成於1913年，來自南卡羅萊納州州長、參議員的韋德·漢普頓三世（Wade Hampton III），由其女婿約翰·藍道夫·塔克（John Randolph Tucker）命名。